# Селенгино
Селенгино — упразднённая деревня в Кежемском районе Красноярского края в составе Пановского сельсовета. Упразднена в 2005 г.

## География
Находилась на северо-восточной оконечности ангарского острова Селенгинский, в 92 км по прямой к северо-востоку от поселка Таёжный. В настоящее время деревня и остров затоплены водами Богучанского водохранилища.

## История
По данным на 1926 год деревня Селенгина состояла из 106 хозяйств. В административном отношении являлась центром Селенгинского сельсовета Кежемского района Канского округа Сибирского края.
Деревня попала в зону затопления Богучанского водохранилища и была расселена.
Распоряжением губернатора Красноярского края от 28 января 2005 года № 145-р деревня исключена из учётных данных.

## Население
| 1989 | 2002 |
| ---- | ---- |
| 0    | ↗1   |

По данным переписи 1926 года в деревне проживало 616 человек (311 мужчин и 305 женщин), основное население — русские.